# Đại cử tri Đoàn (Hoa Kỳ)

Phiếu bầu Đại cử tri, trong số 538, chia cho mỗi bang và Đặc khu Columbia cho các cuộc bầu cử tổng thống chuẩn bị được tổ chức vào năm 2024 và 2028, dựa trên độ đại diện phụ thuộc vào điều tra dân số 2020. Mọi khu vực tài phán được ít nhất là 3 phiếu.

Trong bầu cử Bầu cử tổng thống Hoa Kỳ 2020 (được tổ chức dựa trên dữ liệu điều tra dân số 2010), Joe Biden nhận được 306 và Donald Trump được 232 trong tổng số 538 phiếu đại cử tri.
----Ở Maine (phía trên bên phải) và Nebraska (giữa), những con số in nhỏ trong hình tròn chỉ các khu vực quốc hội. Đây là hai bang duy nhất dùng phương thức khu vực quận cho một số những cử tri đã được lựa chọn, thay vì phương thức "được ăn cả, ngã về không".

Đại cử tri Đoàn (tiếng Anh: Electoral College) của Hoa Kỳ đề cập tới nhóm các đại cử tri tổng thống được Hiến pháp Hoa Kỳ quy định cứ 4 năm một lần được lập nên với mục đích duy nhất là bầu Tổng thống và Phó Tổng thống Hoa Kỳ. Hiến pháp quy định mỗi tiểu bang sẽ chỉ định đại cử tri (nghĩa là cử tri đại diện, người đi bầu) theo luật định và bằng với số ghế được phân chia trong Quốc Hội (số thượng nghị sĩ và nghị viên) của tiểu bang đó. Những người nắm giữ chức vụ liên bang đều không thể làm đại cử tri. Số lượng phiếu đại cử tri hiện nay là 538. Ứng viên tổng thống cần đạt được đa số tuyệt đối phiếu đại cử tri, tức 270 hoặc hơn, để thắng cử chức vụ tổng thống. Nếu không ứng viên nào đạt được đa số tuyệt đối, một cuộc bầu cử đột xuất (contingent election) sẽ được tổ chức bởi Hạ viện Hoa Kỳ để bầu Tổng Thống, và bởi Thượng viện Hoa Kỳ để bầu Phó Tổng Thống.
Hiện tại, tất cả các tiểu bang (và đặc khu Columbia) đều dựa vào số phiếu phổ thông của tiểu bang đó trong kỳ bầu cử. Tất cả các tiểu bang đều dựa vào phương pháp winner-take-all ("được ăn cả, ngã về không") để chỉ định các phiếu đại cử tri của mình, ngoại trừ Maine và Nebraska dùng phương pháp chia theo hạt (kết hợp dùng số phiếu phổ thông của tiểu bang để chỉ định 2 phiếu đại cử tri). Khi một ứng viên tổng thống thắng một tiểu bang, điều này nghĩa là đại cử tri được chỉ định bởi cùng đảng chính trị chiến thắng đó sẽ bầu ứng viên này lên làm tổng thống. Thông thường, đại cử tri là người trung thành với đảng cũng như với ứng viên tổng thống để đảm bảo rằng phiếu đại cử tri đó sẽ không bầu cho người nào khác. Hiện nay chỉ 33 tiểu bang có luật lệ đòi hỏi đại cử tri phải bỏ phiếu cho ứng viên đã được đại cử tri đó cam kết là sẽ bầu chọn, trong trường hợp đại cử tri không làm như vậy, gọi là đại cử tri bất tín.
Các đại cử tri tổng thống họp tại các tòa nhà nghị viện của tiểu bang nhà của mình (hay tại Đặc khu Columbia) vào ngày thứ hai đầu tiên sau ngày thứ tư lần thứ hai trong tháng 12 và cùng bỏ phiếu. Chính vì có sự tập hợp kết quả bầu cử của 51 nhóm người nên mới có định nghĩa kỹ thuật là đại cử tri đoàn mặc dù 51 nhóm này không thực sự có tập hợp về chung một nơi để bầu cử. Hệ thống đại cử tri đoàn, giống như một đại hội toàn quốc, là một nhân tố gián tiếp trong tiến trình bầu lên tổng thống.
Sự phù hợp của hệ thống Cử tri đoàn là một vấn đề đang được tranh luận. Những người ủng hộ cho rằng nó là một thành phần cơ bản của chủ nghĩa liên bang Mỹ. Họ duy trì hệ thống bầu người chiến thắng trong số phiếu phổ thông trên toàn quốc trong hơn 90% các cuộc bầu cử tổng thống; thúc đẩy ổn định chính trị; bảo tồn vai trò Hiến pháp của các bang trong các cuộc bầu cử tổng thống; và thúc đẩy một hệ thống đảng chính trị rộng rãi, bền bỉ và nói chung là ôn hòa. Những người chỉ trích cho rằng Đại cử tri đoàn kém dân chủ hơn một cuộc bỏ phiếu phổ thông trực tiếp trên toàn quốc và có thể bị thao túng vì những đại cử tri bất tín; rằng hệ thống này trái với một nền dân chủ phấn đấu cho tiêu chuẩn "một người, một phiếu bầu"; và rằng có thể có các cuộc bầu cử trong đó một ứng cử viên giành được số phiếu phổ thông toàn quốc nhưng một ứng cử viên khác giành được đa số phiếu đại cử tri và do đó lên làm tổng thống; điều này đã xảy ra vào năm 1824, 1876, 1888, 2000 và 2016. Họ còn phản đối sự bất bình giữa công dân ở các bang có dân số nhỏ hơn có sức bầu cử tương ứng nhiều hơn so với các công dân ở các bang đông dân hơn. Hơn nữa, các ứng cử viên có thể giành chiến thắng bằng cách tập trung nguồn lực của họ chỉ vào một vài bang dao động (swing states). Trong khi dữ liệu khảo sát cho thấy việc có hệ thống bỏ phiếu bổ thông trực tiếp cho các cuộc bầu cử tổng thống vẫn được ủng hộ một cách nhất quán bởi đa số người Mỹ, sự ưa thích của Đại cử tri Đoàn đã dao động từ từ 35 đến 44% trong thế kỷ 21.

## Sơ lược
Các thể lệ hướng dẫn bầu cử tổng thống được ghi trong Điều khoản II Hiến pháp Hoa Kỳ, Phần I, Đoạn III. Tu chính án 12 Hiến pháp Hoa Kỳ nói rằng mỗi đại cử tri phải bầu riêng cho tổng thống và phó tổng thống. Ngày nay, bộ máy điều hành bầu cử tổng thống do Cơ quan Quản lý Hồ sơ và Văn khố Quốc gia (National Archives and Records Administration) đảm nhiệm qua Cục Văn thư Liên bang của mình (Office of the Federal Register).
Số phiếu đại cử tri của mỗi tiểu bang là bằng tổng số Thượng nghị sĩ Hoa Kỳ (luôn luôn là hai) và số Dân biểu Hoa Kỳ của tiểu bang đó; riêng Đặc khu Columbia có ba phiếu đại cử tri mặc dù không có một đại diện nào ở Quốc hội Hoa Kỳ. Tại mỗi tiểu bang, các cử tri phổ thông bầu chọn một danh sách gồm các ứng cử viên đã được chọn sẵn cho vị trí đại cử tri tổng thống mà đại diện cho nhiều ứng viên tổng thống khác nhau. Tuy nhiên, trên lá phiếu tiểu bang được thiết kế giống như là các cử tri phổ thông đang thật sự bầu trực tiếp cho ứng cử viên tổng thống. Đa số tiểu bang dùng cách gọi là lá phiếu vắn tắt mà trong đó khi một lá phiếu bỏ cho một đảng nào (thí dụ như Dân chủ hoặc Cộng hòa) thì được xem là một lá phiếu cho toàn thể nhóm đại cử tri tổng thống thuộc đảng đó. Tại những tiểu bang này, hiếm khi ngoại lệ, một đảng sẽ chiếm hết toàn bộ số phiếu đại cử tri của tiểu bang đó (theo hình thức đa số hay tuyệt đối). Maine và Nebraska chọn đại cử tri tổng thống bằng phương pháp được gọi là Phương pháp Maine mà trong đó có thể xảy ra khả năng các cử tri phổ thông chọn ra nhiều đại cử tri tổng thống thuộc nhiều đảng chính trị khác nhau và như thế số phiếu đại cử tri của tiểu bang bị chia ra tại hai tiểu bang này.
Các đại cử tri tổng thống của mỗi tiểu bang (và Đặc khu Columbia) tụ họp lại 41 ngày sau tổng tuyển cử để bỏ phiếu đại cử tri. Lá phiếu đầu tiên của các đại cử tri là cho Tổng thống Hoa Kỳ, và rồi Phó tổng thống. Ít nhất một trong hai ứng cử viên đó phải đến từ một tiểu bang khác tiểu bang của đại cử tri. Hiếm có trường hợp một đại cử tri tổng thống không bỏ phiếu cho liên danh tranh cử tổng thống thuộc đảng của mình; những người như thế được gọi là "Đại cử tri không trung thành". Mỗi đại cử tri ký tên vào một tài liệu có tên là Chứng nhận đầu phiếu mà có nêu rõ thuộc đại cử tri tiểu bang nào (hay Đặc khu Columbia). Một bản chứng nhận gốc được gởi đến Văn phòng của Phó tổng thống theo thư bảo đảm.
Một tháng sau khi bỏ phiếu đại cử tri, Quốc hội Hoa Kỳ nhóm họp hai viện để tuyên bố người đắc cử. Nếu một ứng cử viên tổng thống nhận được 270 (cho đến năm 2009) hoặc nhiều hơn số phiếu đại cử tri tổng thống, người chủ tọa (thường là Phó tổng thống đương nhiệm) tuyên bố ứng cử viên đó là tổng thống đắc cử, và một ứng cử viên Phó tổng thống nhận 270 hay nhiều hơn số phiếu đại cử tri được tuyên bố tương tự là Phó tổng thống đắc cử.

## Quy trình chọn Đại cử tri
Để trở thành Đại cử tri, một người cần trải qua hai vòng bầu cử. Đầu tiên, các đảng ở mỗi bang sẽ chọn một loạt ứng viên đại cử tri tiềm năng trước ngày bầu cử. Tiếp đó, vào ngày bầu cử, cử tri phổ thông tại mỗi bang sẽ chọn ra đại cử tri ở bang đó bằng cách bỏ phiếu cho ứng viên tổng thống.

### Vòng 1
Không có quy định thống nhất về phương thức lựa chọn Đại cử tri trên toàn quốc mà mỗi bang có một quy định riêng. Về cơ bản, các đảng sẽ đề cử một danh sách đại cử tri tiềm năng tại kỳ họp đại hội đảng của bang mình hoặc họ có thể chọn thông qua một cuộc bỏ phiếu tại ủy ban trung ương đảng. Đây là những người có đóng góp nhiều cho Đảng hoặc các quan chức dân cử của bang hoặc lãnh đạo của Đảng đó hoặc là người có quan hệ chính trị hoặc cá nhân với ứng viên tổng thống của đảng mình.

### Vòng 2
Cử tri phổ thông sẽ cùng lúc chọn ra Tổng thống và Đại cử tri. Việc này thực hiện trên cùng 1 lá phiếu Tên của đại cử tri tiềm năng có thể có hoặc không xuất hiện trên lá phiếu, (nếu có thì tên họ sẽ nằm dưới tên ứng viên tổng thống), tùy thuộc vào quy trình bầu cử và phương thức bỏ phiếu ở từng bang. Tuy nhiên cũng xuất hiện tình trạng tiếng nói của Đại cử tri không phản ánh đúng quan điểm của cử tri phổ thông khi Đại cử tri không giữ cam kết ủng hộ ứng cử viên Tổng thống như sự lựa chọn của cử tri phổ thông.

## Nhận xét
Lẽ tự nhiên của tiến trình bầu cử và sự phức tạp của nó đã gặp một số ý kiến chỉ trích. Có nhiều người đã nêu lên những phương cách khác thay thế để bầu chọn tổng thống. Vấn đề này lại được đem ra bàn cãi theo sau kỳ Bầu cử Tổng thống năm 2000 khi ứng cử viên Đảng Dân chủ là Al Gore giành đa số phiếu phổ thông nhưng lại thất bại giành đa số phiếu của đại cử tri đoàn.
Ở các tiểu bang, ứng viên nào giành được nhiều nhất phiếu đại cử tri thì giành được toàn bộ phiếu của cử tri đoàn. Đây được gọi là nguyên tắc "Được ăn cả, ngã về không" (the winner takes all). Điều này khiến cho về mặt lý thuyết một ứng ứng cử viên chỉ cần giành được 142 phiếu đại cử tri ở 11 bang có nhiều đại cử tri nhất là đã có thể trúng cử (28/55 ở California, 18/34 ở Texas, 16/31 ở New York, 14/27 ở Florida, 11/21 ở Illinois, 11/21 ở Pennsylvania, 11/20 ở Ohio, 9/17 ở Michigan, 8/15 ở Georgia, 8/15 ở Bắc Carolina và 8/15 ở New Jersey - Tổng số phiếu đại cử tri ở 11 bang này là 271/538 phiếu, đủ để trở thành Tổng thống). Từ khi hình thành hệ thống đại cử tri đã xuất hiện 157 đại cử tri có lá phiếu ngược với lá phiếu họ đã cam kết với cử tri phổ thông trước đó. Có 21 bang không có quy định bắt buộc Đại cử tri phải trung thành với lời cam kết.